# Wenona (Géorgie)
Pour les articles homonymes, voir Wenona.
Wenona est une census-designated place située dans le comté de Crisp, dans l’État de Géorgie, aux États-Unis. Lors du recensement de 2020, elle comptait 231 habitants.